# نمایشگاه بین‌المللی کتاب تهران
نمایشگاه بین‌المللی کتاب تهران نمایشگاه کتابی است که در میانهٔ اردیبهشت هر سال در تهران برگزار می‌شود. این نمایشگاه یکی از بزرگ‌ترین رویدادهای فرهنگی در ایران است.

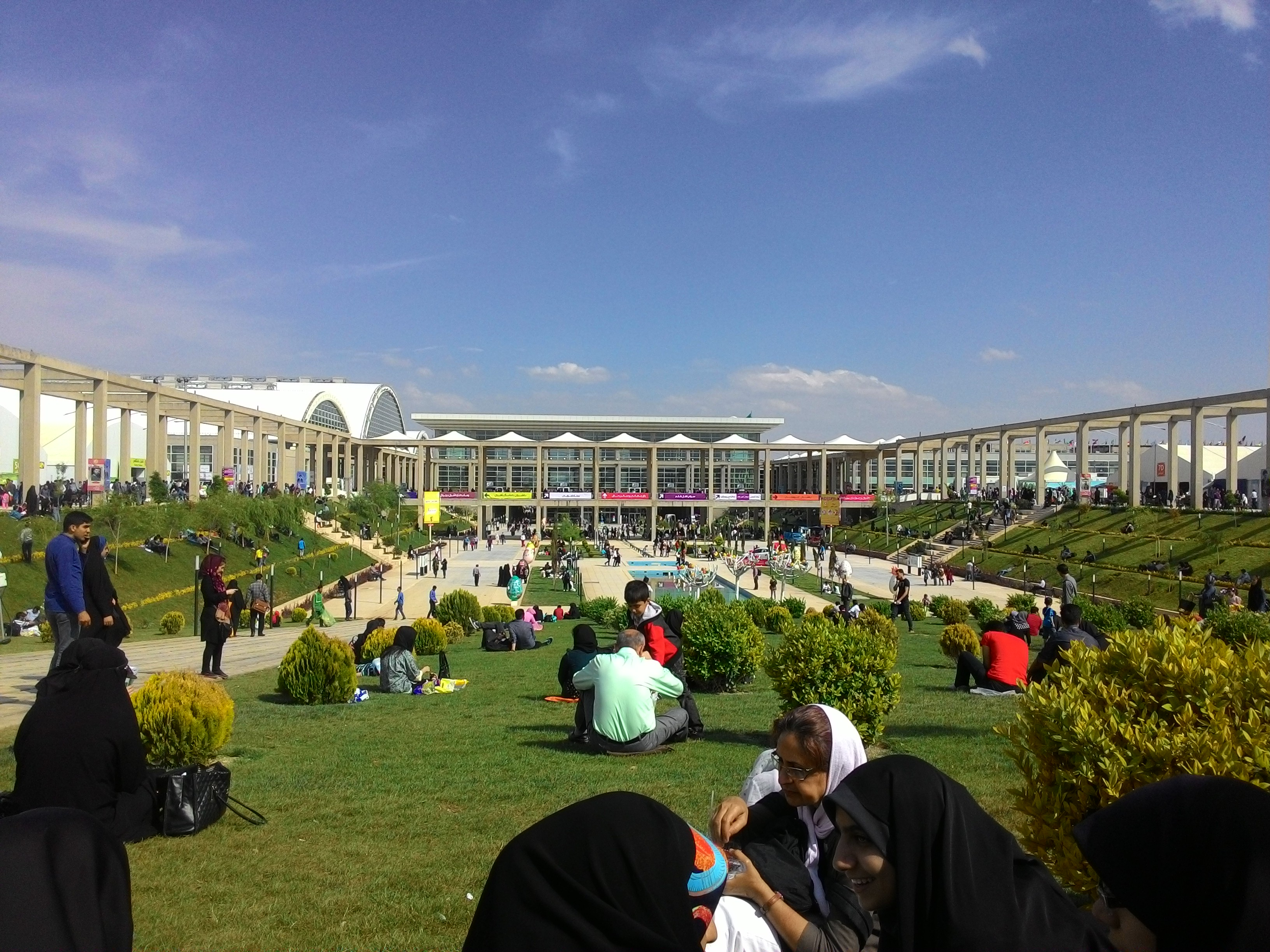
۲۹مین دوره نمایشگاه کتاب تهران

نخستین دورهٔ نمایشگاه بین‌المللی کتاب تهران در سال ۱۳۶۶ در محل دائمی نمایشگاه‌های بین‌المللی تهران برپا شد و تا سال ۱۳۸۵ برگزاری آن در همین مکان ادامه یافت. از سال ۱۳۸۶ مکان برگزاری نمایشگاه کتاب به مصلای امام خمینی منتقل گردید که به استثنای دو دوره ۲۹ام و ۳۰ام، میزبانی این نمایشگاه را بر عهده داشته است. در دو دورهٔ بیست و نهم و سی‌ام مجموعهٔ نمایشگاهی شهر آفتاب میزبان این نمایشگاه بود.

## تاریخچه
| سال  | دوره                                               | آغاز                                               | پایان                                              | مکان برگزاری                                       |
| ---- | -------------------------------------------------- | -------------------------------------------------- | -------------------------------------------------- | -------------------------------------------------- |
| ۱۳۶۶ | ۱                                                  | ۱۴ آبان                                            | ۲۲ آبان                                            | محل دائمی نمایشگاه‌های بین‌المللی تهران              |
| ۱۳۶۸ | ۲                                                  | ۱۷ اردیبهشت                                        | ۲۹ اردیبهشت                                        | محل دائمی نمایشگاه‌های بین‌المللی تهران              |
| ۱۳۶۹ | ۳                                                  | ۱۸ اردیبهشت                                        | ۲۸ اردیبهشت                                        | محل دائمی نمایشگاه‌های بین‌المللی تهران              |
| ۱۳۷۰ | ۴                                                  | ۱۶ اردیبهشت                                        | ۲۶ اردیبهشت                                        | محل دائمی نمایشگاه‌های بین‌المللی تهران              |
| ۱۳۷۱ | ۵                                                  | ۱۵ اردیبهشت                                        | ۲۵ اردیبهشت                                        | محل دائمی نمایشگاه‌های بین‌المللی تهران              |
| ۱۳۷۲ | ۶                                                  | ۱۴ اردیبهشت                                        | ۲۴ اردیبهشت                                        | محل دائمی نمایشگاه‌های بین‌المللی تهران              |
| ۱۳۷۳ | ۷                                                  | ۱۴ اردیبهشت                                        | ۲۳ اردیبهشت                                        | محل دائمی نمایشگاه‌های بین‌المللی تهران              |
| ۱۳۷۴ | ۸                                                  | ۲۶ اردیبهشت                                        | ۴ خرداد                                            | محل دائمی نمایشگاه‌های بین‌المللی تهران              |
| ۱۳۷۵ | ۹                                                  | ۱۹ اردیبهشت                                        | ۲۸ اردیبهشت                                        | محل دائمی نمایشگاه‌های بین‌المللی تهران              |
| ۱۳۷۶ | ۱۰                                                 | ۶ اردیبهشت                                         | ۱۵ اردیبهشت                                        | محل دائمی نمایشگاه‌های بین‌المللی تهران              |
| ۱۳۷۷ | ۱۱                                                 | ۲۹ اردیبهشت                                        | ۶ خرداد                                            | محل دائمی نمایشگاه‌های بین‌المللی تهران              |
| ۱۳۷۸ | ۱۲                                                 | ۱۴ اردیبهشت                                        | ۲۴ اردیبهشت                                        | محل دائمی نمایشگاه‌های بین‌المللی تهران              |
| ۱۳۷۹ | ۱۳                                                 | ۱۴ اردیبهشت                                        | ۲۴ اردیبهشت                                        | محل دائمی نمایشگاه‌های بین‌المللی تهران              |
| ۱۳۸۰ | ۱۴                                                 | ۱۸ اردیبهشت                                        | ۲۸ اردیبهشت                                        | محل دائمی نمایشگاه‌های بین‌المللی تهران              |
| ۱۳۸۱ | ۱۵                                                 | ۱۱ اردیبهشت                                        | ۲۰ اردیبهشت                                        | محل دائمی نمایشگاه‌های بین‌المللی تهران              |
| ۱۳۸۲ | ۱۶                                                 | ۱۴ اردیبهشت                                        | ۲۴ اردیبهشت                                        | محل دائمی نمایشگاه‌های بین‌المللی تهران              |
| ۱۳۸۳ | ۱۷                                                 | ۱۴ اردیبهشت                                        | ۲۴ اردیبهشت                                        | محل دائمی نمایشگاه‌های بین‌المللی تهران              |
| ۱۳۸۴ | ۱۸                                                 | ۱۴ اردیبهشت                                        | ۲۴ اردیبهشت                                        | محل دائمی نمایشگاه‌های بین‌المللی تهران              |
| ۱۳۸۵ | ۱۹                                                 | ۱۳ اردیبهشت                                        | ۲۳ اردیبهشت                                        | محل دائمی نمایشگاه‌های بین‌المللی تهران              |
| ۱۳۸۶ | ۲۰                                                 | ۱۲ اردیبهشت                                        | ۲۲ اردیبهشت                                        | مصلای امام خمینی تهران                             |
| ۱۳۸۷ | ۲۱                                                 | ۱۲ اردیبهشت                                        | ۲۲ اردیبهشت                                        | مصلای امام خمینی تهران                             |
| ۱۳۸۸ | ۲۲                                                 | ۱۶ اردیبهشت                                        | ۲۶ اردیبهشت                                        | مصلای امام خمینی تهران                             |
| ۱۳۸۹ | ۲۳                                                 | ۱۵ اردیبهشت                                        | ۲۵ اردیبهشت                                        | مصلای امام خمینی تهران                             |
| ۱۳۹۰ | ۲۴                                                 | ۱۴ اردیبهشت                                        | ۲۴ اردیبهشت                                        | مصلای امام خمینی تهران                             |
| ۱۳۹۱ | ۲۵                                                 | ۱۳ اردیبهشت                                        | ۲۳ اردیبهشت                                        | مصلای امام خمینی تهران                             |
| ۱۳۹۲ | ۲۶                                                 | ۱۱ اردیبهشت                                        | ۲۱ اردیبهشت                                        | مصلای امام خمینی تهران                             |
| ۱۳۹۳ | ۲۷                                                 | ۱۰ اردیبهشت                                        | ۲۰ اردیبهشت                                        | مصلای امام خمینی تهران                             |
| ۱۳۹۴ | ۲۸                                                 | ۱۶ اردیبهشت                                        | ۲۶ اردیبهشت                                        | مصلای امام خمینی تهران                             |
| ۱۳۹۵ | ۲۹                                                 | ۱۵ اردیبهشت                                        | ۲۵ اردیبهشت                                        | مجموعه نمایشگاهی شهر آفتاب                         |
| ۱۳۹۶ | ۳۰                                                 | ۱۳ اردیبهشت                                        | ۲۳ اردیبهشت                                        | مجموعه نمایشگاهی شهر آفتاب                         |
| ۱۳۹۷ | ۳۱                                                 | ۱۲ اردیبهشت                                        | ۲۲ اردیبهشت                                        | مصلای امام خمینی تهران                             |
| ۱۳۹۸ | ۳۲                                                 | ۴ اردیبهشت                                         | ۱۴ اردیبهشت                                        | مصلای امام خمینی تهران                             |
| ۱۳۹۹ | به دلیل دنیاگیری کووید-۱۹ به صورت مجازی برگزار شد. | به دلیل دنیاگیری کووید-۱۹ به صورت مجازی برگزار شد. | به دلیل دنیاگیری کووید-۱۹ به صورت مجازی برگزار شد. | به دلیل دنیاگیری کووید-۱۹ به صورت مجازی برگزار شد. |
| ۱۴۰۰ | به دلیل دنیاگیری کووید-۱۹ به صورت مجازی برگزار شد. | به دلیل دنیاگیری کووید-۱۹ به صورت مجازی برگزار شد. | به دلیل دنیاگیری کووید-۱۹ به صورت مجازی برگزار شد. | به دلیل دنیاگیری کووید-۱۹ به صورت مجازی برگزار شد. |
| ۱۴۰۱ | ۳۳                                                 | ۲۱ اردیبهشت                                        | ۳۱ اردیبهشت                                        | مصلای امام خمینی تهران                             |
| ۱۴۰۲ | ۳۴                                                 | ۲۰ اردیبهشت                                        | ۳۰ اردیبهشت                                        | مصلای امام خمینی تهران                             |
| ۱۴۰۳ | ۳۵                                                 | ۱۹ اردیبهشت                                        | ۲۹ اردیبهشت                                        | مصلای امام خمینی تهران                             |
| ۱۴۰۴ | ۳۶                                                 | ۱۷ اردیبهشت                                        | ۲۷ اردیبهشت                                        | مصلای امام خمینی تهران                             |

### سال ۱۳۶۶
نخستین دوره نمایشگاه بین‌المللی کتاب تهران در جمهوری اسلامی ایران از ۱۴ تا ۲۲ آبان ۱۳۶۶ در محل دائمی نمایشگاه‌های بین‌المللی تهران (در انتهای بزرگراه چمران) برگزار شد.

### سال ۱۳۸۵
برای آخرین بار، نمایشگاه بین‌المللی کتاب تهران در محل نمایشگاه بین‌المللی تهران (در انتهای بزرگراه چمران) برگزار شد.

### سال ۱۳۸۶
به خاطر ترافیک شدید و مشکلات ناشی از برگزاری نمایشگاه بین‌المللی کتاب تهران در محل نمایشگاه بین‌المللی تهران، برای نخستین بار نمایشگاه کتاب در محل مصلی تهران (در محله عباس‌آباد) برگزار شد.

### سال ۱۳۸۷
در سال ۱۳۸۷ بیست و یکمین دورهٔ نمایشگاه بین‌المللی کتاب تهران برگزار شد، که در آن تعداد ناشران خارجی ۷۷۰ ناشر و در بخش داخلی هزار و ۹۰۰ ناشر بود.
در این دوره کتاب‌هایی در موضوعات علوم‌انسانی، فلسفه، ادبیات، علوم اجتماعی، هنر و معماری، علوم پایه و کاربردی، علوم رایانه، فناوری اطلاعات، علوم پزشکی، و مهندسی و فناوری به زبان‌های فارسی، انگلیسی، عربی، آلمانی، فرانسوی، کردی، ترکی، ارمنی، روسی، اسپانیایی، ایتالیایی، اردو، ژاپنی، کره‌ای و زبان‌های آفریقایی ارائه شد.

### سال ۱۳۸۸
بیست و دومین نمایشگاه بین‌المللی کتاب تهران در روزهای ۱۶ تا ۲۶ اردیبهشت ۱۳۸۸ در مکان مصلی تهران برگزار شد.
این نمایشگاه در روز پانزدهم اردیبهشت با حضور محمود احمدی‌نژاد رئیس‌جمهور ایران و محمدحسین صفار هرندی وزیر فرهنگ و ارشاد اسلامی افتتاح شد.
در این نمایشگاه ۱۹۸۲ ناشر ایرانی و ۱۷۰۰ ناشر خارجی از ۷۸ کشور جهان شرکت داشتند. در این نمایشگاه ۲۰۷ هزار عنوان کتاب در بخش ناشران داخلی و ۷۰ هزار عنوان کتاب در بخش لاتین ارائه شد.

### سال ۱۳۸۹
بیست و سومین نمایشگاه بین‌المللی کتاب تهران در روزهای ۱۵ تا ۲۵ اردیبهشت ۱۳۸۹ در مکان مصلی تهران برگزار شد.

### سال ۱۳۹۰
بیست و چهارمین نمایشگاه بین‌المللی کتاب تهران طی روزهای ۱۴ تا ۲۴ اردیبهشت ۱۳۹۰ در مکان مصلی تهران برگزار شد.

### سال ۱۳۹۴
بیست و هشتمین نمایشگاه بین‌المللی کتاب تهران از شانزدهم الی بیستم و ششم اردیبهشت ۱۳۹۴ (۶ می الی ۱۶ می ۲۰۱۵) در مصلای تهران برگزار شد.
در نمایشگاه بیست و هشتم بیش از۳۰۰ هزار عنوان کتاب داخلی و ۱۶۵ هزار کتاب خارجی در معرض دید علاقه‌مندان و بازدیدکنندگان قرار گرفت.

### سال ۱۳۹۵
بیست و نهمین نمایشگاه بین‌المللی کتاب تهران از پانزدهم تا بیستم و پنجم اردیبهشت ۱۳۹۵ (۴ تا ۱۴ مهٔ ۲۰۱۶) در مجموعه نمایشگاهی شهر آفتاب برگزار شد.

### سال ۱۳۹۶
سی امین نمایشگاه بین‌المللی کتاب تهران از پانزدهم تا بیستم و پنجم اردیبهشت ۱۳۹۶ (۴ تا ۱۴ مهٔ ۲۰۱۷) در مجموعه نمایشگاهی شهر آفتاب برگزار شد.

### سال ۱۴۰۲
سی و چهارمین نمایشگاه بین‌المللی کتاب تهران در روزهای ۲۰ تا ۳۰ اردیبهشت ۱۴۰۲ در مکان مصلی تهران برگزار شد. سی‌وچهارمین نمایشگاه بین‌المللی کتاب، با انصراف گسترده ناشران روبرو شد و از جمله دلایلی که به انصراف ناشران از حضور در این نمایشگاه منجر شد، فقدان صرفه اقتصادی و همچنین واکنش به شرایط سیاسی و اجتماعی ذکر شد. فهرست ناشران غایب در این نمایشگاه به وضوح بیشتر از غایبان سال‌های گذشته بود. نشر نی، نشر چشمه، انتشارات ققنوس، نشر مرکز، نشر آگه، انتشارات آگاه، انتشارات نیلوفر، انتشارات نگاه، انتشارات گام نو، انتشارات پارسه، نشر ثالث، انتشارات روشنگران و مطالعات زنان، نشر بان، نشر چرخ، انتشارات نقش و نگار و نشر قطره از جمله ناشرین اصلی غایب در این دوره از نمایشگاه بودند.

## نگارخانه

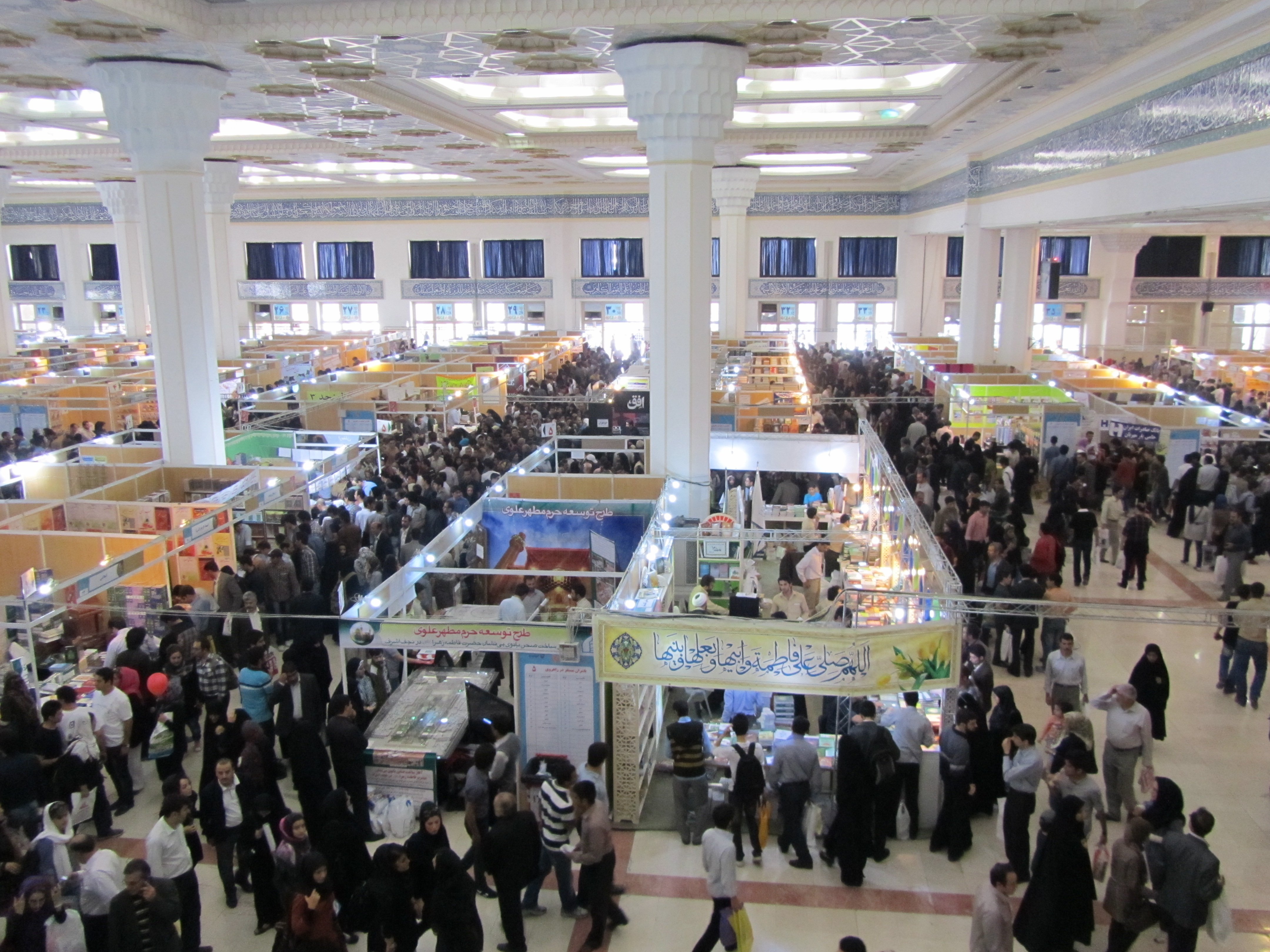
نمایشگاه بین‌المللی کتاب تهران، اردیبهشت ۱۳۹۱
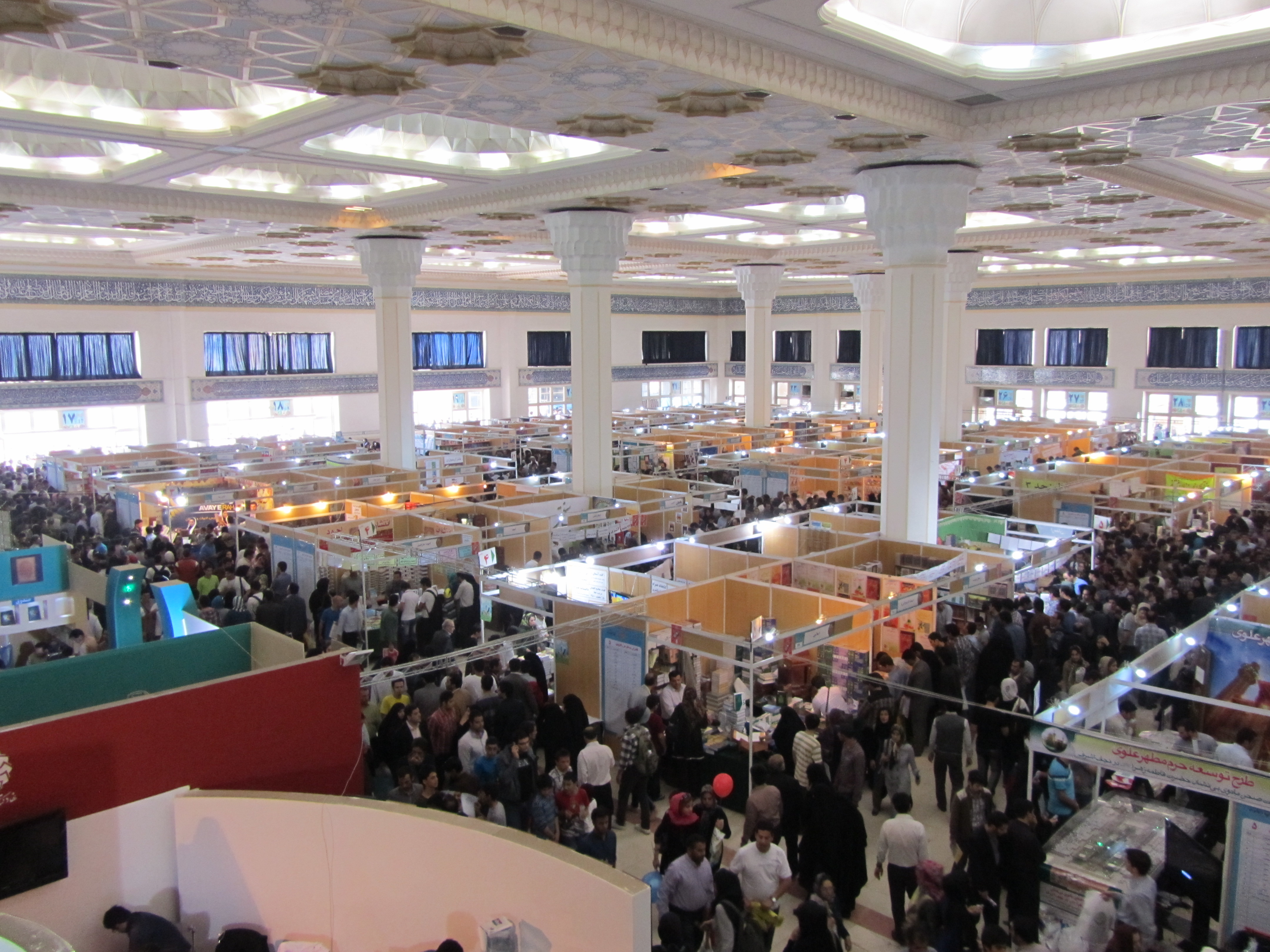
نمایشگاه بین‌المللی کتاب تهران، اردیبهشت ۱۳۹۱
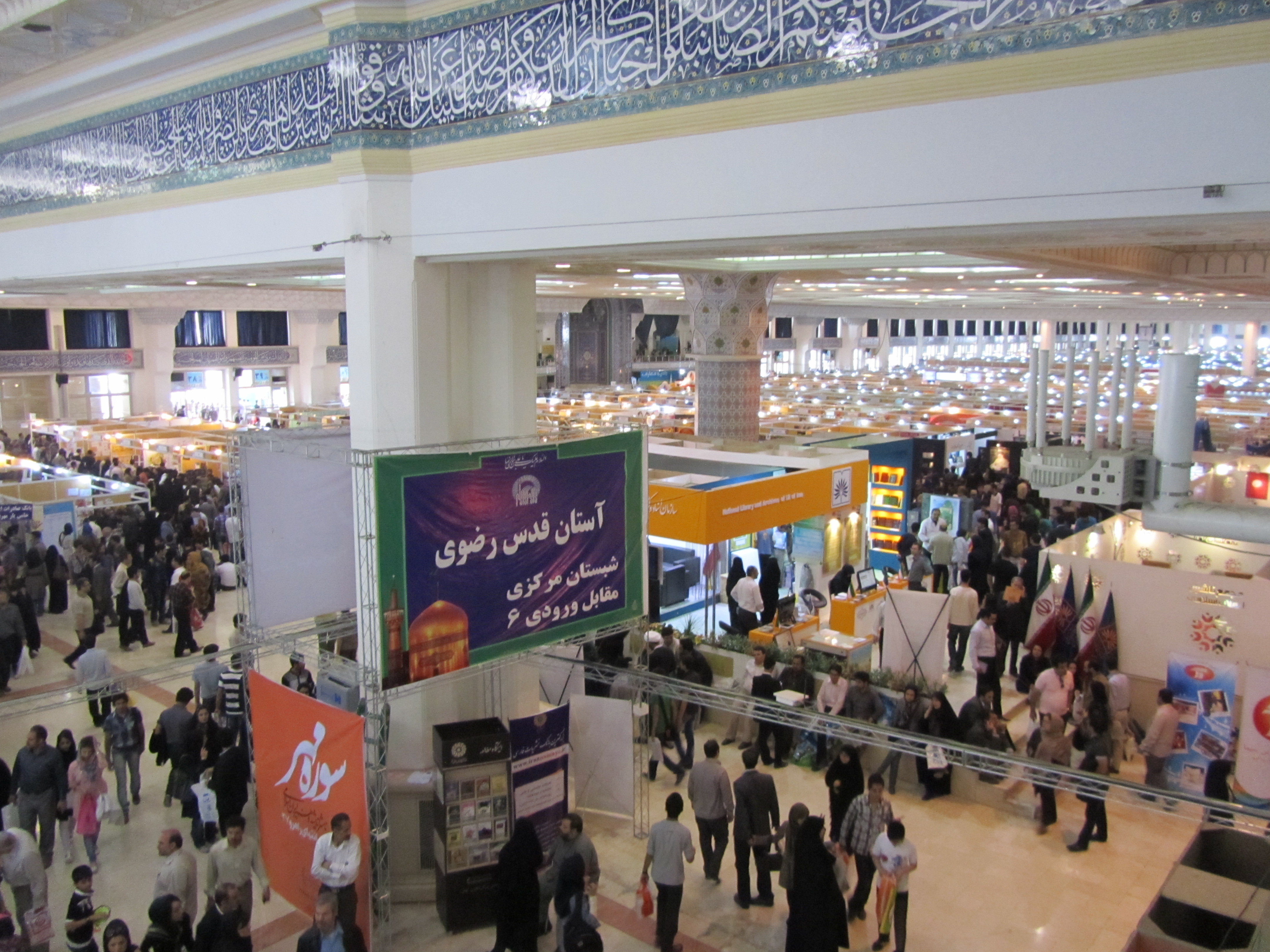
نمایشگاه بین‌المللی کتاب تهران، اردیبهشت ۱۳۹۱
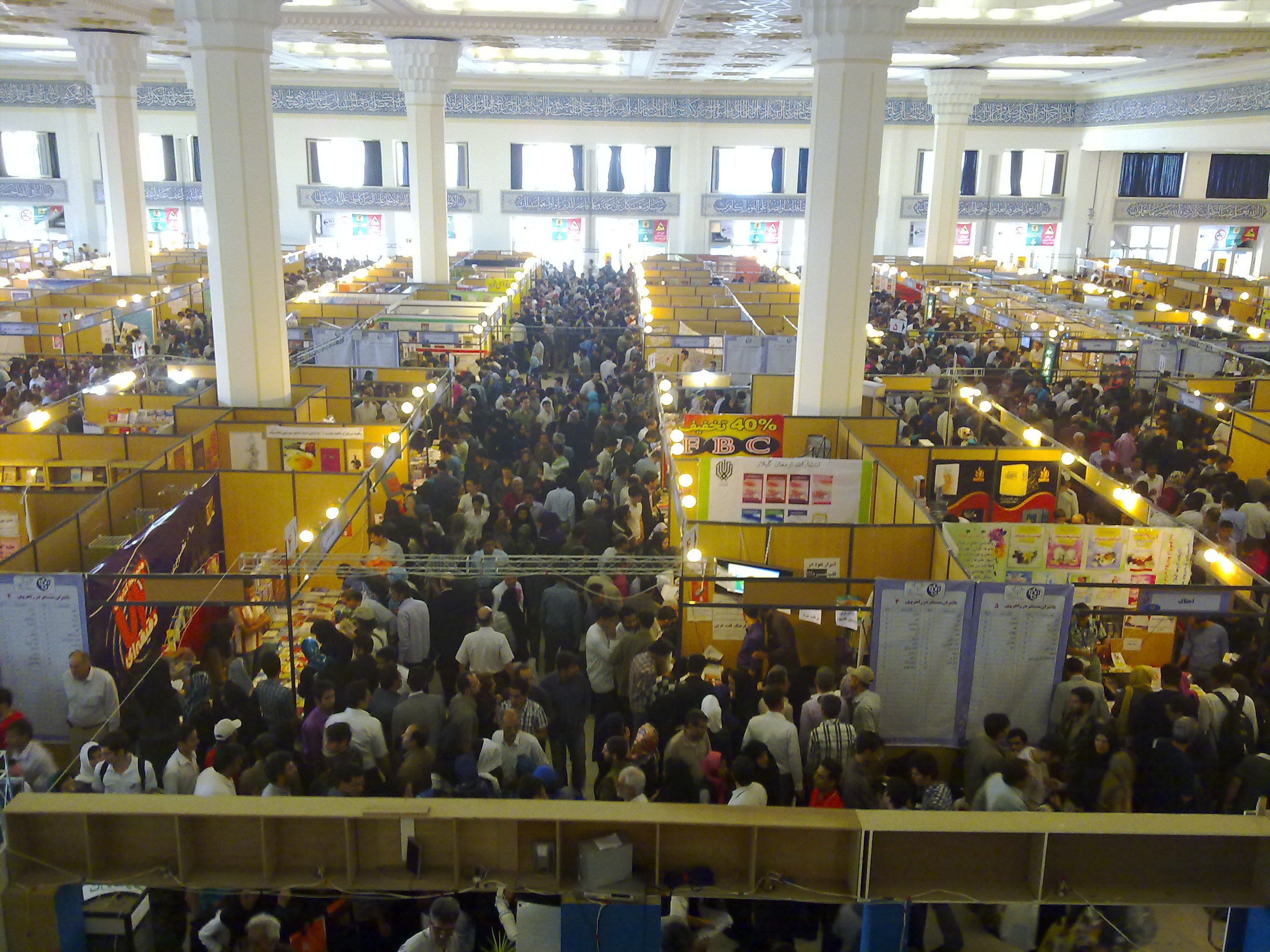
نمایشگاه کتاب در شبستان مصلی تهران
پوستر اولین نمایشگاه بین‌المللی کتاب تهران، ۱۳۶۶ طراح: علی دیواندری
پوستر دومین نمایشگاه بین‌المللی کتاب تهران، ۱۳۶۸ طراح: علی دیواندری

## مجری طرح
خانه کتاب و ادبیات ایران، مجری نمایشگاه بین‌المللی کتاب تهران است.